# Wenn unsere Brüder kommen
Wenn unsere Brüder kommen (auch: Wenn unsre Brüder kommen) ist ein Lied Konstantin Weckers von seinem Album „Wecker“ aus dem Jahr 1982, das auch Joan Baez ein Jahr später auf einem Album veröffentlichte und auf ihren Europatourneen sang.

## Inhalt
Wecker nennt sein Lied die „Utopie einer gewaltfreien Gesellschaft“ und spricht von einem „radikalen Pazifismus“.

„Wenn unsre Brüder kommen
mit Bomben und Gewehren,

dann wolln wir sie umarmen,
dann wolln wir uns nicht wehren.“

Auch wenn die Brüder mit Waffen kommen, sollen wir uns also nicht verteidigen, sondern mit ihnen sprechen. Die Staatspräsidenten sollen ihre Interessen untereinander ausmachen. Voraussetzung ist jedoch, mit sich selbst im Reinen zu sein.

## Hintergrund
Dem Magazin der Süddeutschen Zeitung sagte Wecker am 26. März 2017: „Ich habe mich in meinem Leben wirklich viel mit dem Ersten und Zweiten Weltkrieg beschäftigt, wie es dazu kommen konnte, wie die Leute begeistert in den Krieg gingen. Und jetzt im Jahr 2017 bin ich fassungslos, was heute wieder für Feindbilder aufgebaut werde. Haben wir denn nichts gelernt?“
In einem Interview vom 3. April 2023 sprach Wecker mit Maximilian Lemli von der Münchner Kirchenzeitung über die Bedeutung von Friedensliedern angesichts des russischen Angriffskrieges gegen die Ukraine. Er sei in einem pazifistischen Elternhaus großgeworden und die Gegenwart erinnere ihn an die Zeit vor dem Ersten Weltkrieg, wie sie Stefan Zweig in seinem Buch Die Welt von Gestern beschreibt. Bei dem Lied „Wenn unsere Brüder kommen“ hätte es wegen der Zeile „dann woll’n wir sie umarmen, dann woll’n wir uns nicht wehren“ Kritik gegeben, aber das sei ein poetisches Bild. Natürlich sei auch er der Meinung, dass man sich wehren müsse, aber eben gewaltfrei. Nachdem Joan Baez dieses Lied auf Deutsch gesungen hatte, hätte es keine Diskussion mehr gegeben. Inzwischen habe er die letzte Zeile abgewandelt in „dann woll’n wir sie umarmen, uns liebevoll erwehren“, also unter dem Aspekt der Liebe erwehren.
Am 8. Mai 2023 sang Wader das Lied auf dem „Fest der Freude“ in Wien in Begleitung der Wiener Symphoniker.

## Aufbau
Das Lied besteht aus vier Strophen mit je vier Versen, wobei die erste Strophe am Schluss wiederholt wird. Die Metrik besteht aus dreihebigen Trochäen, der zweite und der vierte Vers bilden einen klingenden Reim.

## Musik
Das Lied im Viervierteltakt steht in G-Dur. Es verwendet die drei dazugehörigen Dur-Akkorde sowie die doppelte Subdominante F-Dur. Bei der dritten, mittleren Strophe wechselt die Tonart in einer Bridge nach D-Dur, um anschließend wieder in die Grundtonart zurückzukehren. Alle Strophen enden auf der Subdominante anstatt auf der Tonika.

## Aufnahmen
- 2012: auf Wut und Zärtlichkeit (Live)
- 2012: Konzert Wut & Zärtlichkeit, Marburg mit Ansage Weckers und Gedicht von Erich Kästner
- 2015: Liveversion
- 2016: auf Ohne Warum – live
- 2020: beim Kasseler Friedensforum mit Ansage Weckers und von ihm bearbeitetes Gedicht von Georg Heym
- 2022: Live im Fernsehstudio des NDR bei DAS! (Sendung vom 13. Juli 2022)

## Coverversionen
Joan Baez veröffentlichte das Lied 1983 auf ihrem Album Live Europe 83 – Children of the Eighties (Ariola) und sang es auf ihren Europatourneen von 1983 bis 2016, unter anderem in:
- Wien 2015
- München 2015[8]
- Hanau 2016